# Macsói bánság
A Macsói bánság az Árpád-házi királyok déli expanziós politikájának következtében kialakult, és egyben határvédelmi céllal létrehozott korai közigazgatási egység a középkorban Magyarország déli határán. Kezdetben hercegek, majd később bánok közvetlen irányítása alatt állt ez a Száván túli terület, aminek határai a fennállása alatt szinte folyamatosan változtak.
1320–1333 között fokozatosan a macsói bánok fennhatósága alá került a királyságnak a bánságtól északra fekvő öt vármegyéje is: 1320-tól Valkó és Bodrog, 1328-tól Baranya és Szerém, végül 1333-tól Bács. Ettől fogva a 15. század közepéig a macsói bán viselte az öt vármegye ispáni tisztjét és ő rendelkezett a terület királyi váraival. Névadója valószínűleg Macsó (ma: Valjevo) volt.

## Fekvése
Rámától keletre, Szerbiától nyugatra feküdt. Nyugati határa a Drina, északi határa a Száva, keleti határa a Kolubara, déli határa pedig bizonytalan volt. A 14. században bekebelezte a Barancsi és a Kucsói bánság területét is, keleti határa ekkor a Duna Vaskapu-szoroson túli szakasza volt. A 15. században területe ismét a 13. századival egyezett meg.
Nagyobb tájai a Drina északkeleti oldalán fekvő Cser-hegység és Cseralja, valamint Kolubara északi részére eső Dettosföld.
Bírói székhelye Szávaszentdemeter volt. Királyi várai: Macsóban Macsókő, Bitva, Nándorfehérvár, Debrecen, Bela stena és Neprićava; Szerémben Kölpény és Cserög; Baranyában Kőszeg és Harsány voltak.

## A macsói hercegség és bánság története

### Az észak-balkáni magyar hegemónia kialakulása
1180 szeptemberében elhunyt I. Manuél bizánci császár, aki bizonyos magyar területeket mintegy másfél évtized óta elfoglalva tartott. III. Béla magyar király Bizánc belső válságát kihasználva, ezeket a korábban magyar fennhatóság alatt állott területeket visszavette, sőt 1180 végén vagy 1181 elején Dalmáciát, és talán már ekkor a Szerémséget is meghódította. Dalmácia élére bánnak is nevezett kormányzót állított. Amikor 1182-ben Antiochiai Mária bizánci császárné, Mánuél özvegye, a gyermek II. Alexiosz bizánci császár anyja kérte III. Béla beavatkozását a bizánci belviszályokba, a magyar király Barancs (ma: Braničevo) és Belgrád várakat is elfoglalta. A bizánci uralom ellen felkelő szerbekkel szövetségben, 1183-ban Nišig és Szófiáig hatolt előre. Az Angelosz-dinasztiából trónra kerülő új császár, II. Iszaakiosz bizánci császár a magyarokkal 1185-ben megegyezett. A bizánci uralkodó feleségül vette III. Béla leányát, Margitot, aki hozományul kapta a magyarok által nemrég elfoglalt észak-balkáni területeket. A meggyengült keleti császárság azonban Szerbia és Bulgária függetlenedését sem tudta megakadályozni, így azok több mint másfél évszázados bizánci uralom után ismét önállósághoz jutottak.
III. Béla fia Imre 1201-ben beavatkozott a szerb belviszályokba, ahol Nemanja István szerb fejedelem két fia, István és Vukan harcolt egymással. Imre Vukant támogatta, a nagyzsupáni méltóságba ültette, majd koronát kért számára a pápától. Imre nyíltan Szerbia függővé tételére törekedett, 1202-ben uralkodói titulusai sorába felvette a szerb királyi címet. Imre pápai felhatalmazás alapján – a bogumil eretnekség megfékezése indokán – állami eszközökkel, Bosznia ellen is fellépett. Imrének ellentéte támadt Bulgáriával is annak hódító politikája miatt, de a pápa Kaloján bolgár cárral szemben nem támogatta.
Az 1210-es évek második felében újra magyar uralom alá került Belgrád és Barancs vidéke. II. András a konstantinápolyi trónra pályázva döntött az V. keresztes hadjárat megindítása mellett. 1223-ban a Szerémség új irányítás alá került. 1225 táján pedig Bosznia, Ozora és Só, vagyis a Szávától délre Szerbiáig húzódó terület egyházi fennhatóság Ugrin kalocsai érsek alá került. A Magyar Királyság a legnagyobb balkáni kiterjedését 1228 és 1241 között érte el. Az eredmények Béla herceg erdélyi jelenlétével kapcsolatosak. Az 1220-as évek második felében került Magyarországtól függésbe az Al-Duna bal partján a Havasalföld nyugati részén lévő Szörény és a keleti részén lévő Kunország is. Béla 1228-ban indított hadjáratot Bulgária ellen, Vidin várát is ostromolta, de eredménytelenül. 1231-ben vagy 1232-ben újabb hadjárat indult, amihez kapcsolódott Magyarország egész délkeleti határvédelmének újjászervezése, ennek első lépéseként a Kárpátokon kívüli Szörényi bánság létrehozása tekinthető. Az első szörényi bánnal 1233-ban találkozunk, Béla udvarának tagjaként.

### Az észak-balkáni magyar hegemónia megtörése és Árpád-kor végi válsága
A balkáni magyar expanzió a tatárjárás hatására megtört, a kunországi magyar fennhatóság megszűnt, a Szörényi bánság viszont fennmaradt. 1243-ban már újból van szörényi bán, de a balkáni régióval csak 1246–1247 után kezdett el foglalkozni a magyar külpolitika. 1247-ben a johannita lovagrend megkapta a Szörényi bánságot, Macsó élére 1254-ben új herceg került. Az átmeneti zavart sikerült rendezni, a hercegség a tatárjárást követően még közel negyven évig fennállt. V. István halálát követően a védelmi jelleg erősítése tűnik meghatározónak, Horvátország és a Szörényi bánság között hat újabb bánság kialakítása vette kezdetét.
1284 után IV László a Szávától délre eső területeket – Macsót, Ozora és Só környékét – Dragutin Istvánra bízta.
III. András uralkodása alatt Magyarország fokozatosan elvesztette befolyását a balkáni területek felett, regionális hatalma elenyészett. A Kárpátokon kívüli Szörényi bánság nagyobb részét a tatárok elfoglalták, Macsó szerb fennhatósága pedig megmaradt. A III. András halálát követő évtizedekben már nem a tatárok, hanem Bulgária, Szerbia és az ekkoriban állammá szerveződő Havasalföld voltak a fontosabb hatalmi tényezők.

### A macsói hercegség

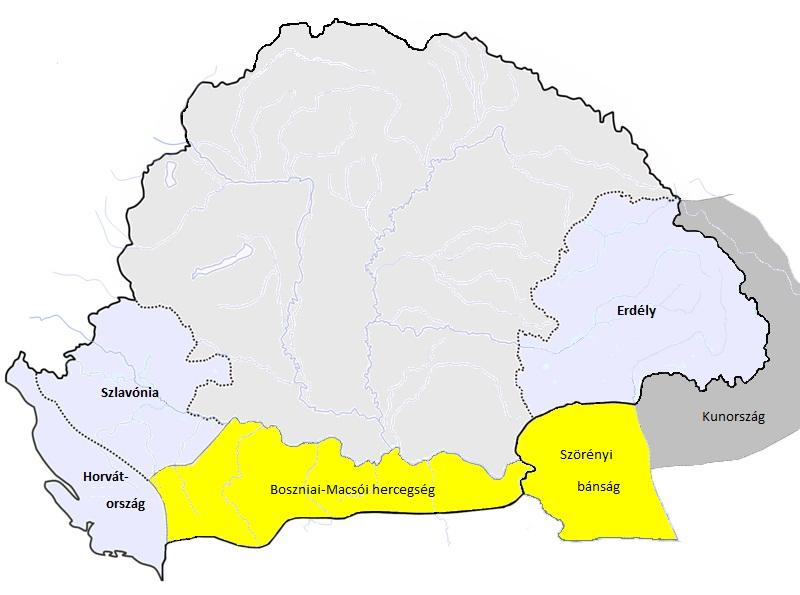
A Magyar Királyság a 13. század közepén

Az 1202-ben elindult IV. keresztes hadjárat során a keresztesek 1204-ben elfoglalták Konstantinápolyt és megalapították a Latin Császárságot. II. Iszaakiosz bizánci császár már 1204 februárjában meghalt, a megözvegyült Árpád-házi Margit császárné pedig még abban az évben férjhez ment Montferrati Bonifác thesszalonikéi királyhoz, akitől megszületett Demetrius nevű fia. Montferrati Bonifác 1207 évi halálát követően aztán Nicolas de Saint-Omernek, Thébai urának a felesége lett.
Margit császárné 1222-ben még Thesszalonikében tartózkodott, a királyság várományosával, Demetrius nevű fiával. Thesszalonikét azonban ebben az évben elfoglalta Epirusz despotája, így Demetrius, mire nagykorúvá lett, el is vesztette a királyságát. Margit ezt követően hazatért szülőföldjére. II. Andrástól megkapta hajdani hozományát, a Szerémséget és Keve várát is. 1223. március 30-án III. Honoriusz pápa Margit személyét és összes birtokait – Keve várát a hozzá tartozó megyével, valamint más Szerém és Bács vármegyei birtokokat – a Szentszék pártfogása alá vette. Margit a szerb forrásokban, mint Uricza, a Szerémség úrnője szerepel. 1229. március 3-áról származik róla az utolsó hír – a pápa levele ekkor arról tudósított, hogy Margit, a magyar király nővére „az innenső Szerémség révén a túlsó Szerémséget is megszerezte” (a „túlsó Szerémségen” Macsó értendő).
A bizánci császártól született egyik fia, Calo-Johannes vagyis János Angelosz 1225 körül a Szerémségben, anyja fennhatósága alatt már nagyobb területeket irányított. 1227. január 15-én a pápa Ugrin kalocsai érsek közbenjárására, kiközösítés terhe mellett a boszniai eretnekek elleni keresztes háborúban való részvételre kötelezte. 1235-ben kevei; 1238-ban bácsi ispán, ezen utóbbi hivatalát 1242. november közepéig viselte. 1259-ben még van róla tudósítás.
Margit legkisebb fia, Gulielmus (St. Omeri Vilmos) anyjának Magyarországra való visszatérésekor maximum 12 éves lehetett. Mivel apjának birtokait bátyja, Béla örökölte, anyjával ő is Magyarországra jött. Anyja visszavonulását vagy halálát követően Macsó (első ismert) hercege lett. Mint macsói herceg, részt vett a tatárok elleni harcokban. Felesége IV. Béla első, Margit nevű leánya volt. Házasságából egy Margit nevű leány, az 1276-ban még élő apáca született. 1249-ben, 9 éves korában került a Margit-szigeti zárdába, Szent Margit legendájában ő a hatodik tanú: „Hatodik szorornak vala neve Margit, és ez vala Vilmos makonyai hercegnek leánya.” Vilmos macsói herceg 1242 áprilisában halt meg Dalmáciában, a spalatói Domnus-templomban épen fennmaradt sírfeliratát elsőként Giovanni Lucio (1604-1679) dalmát történetíró közölte.

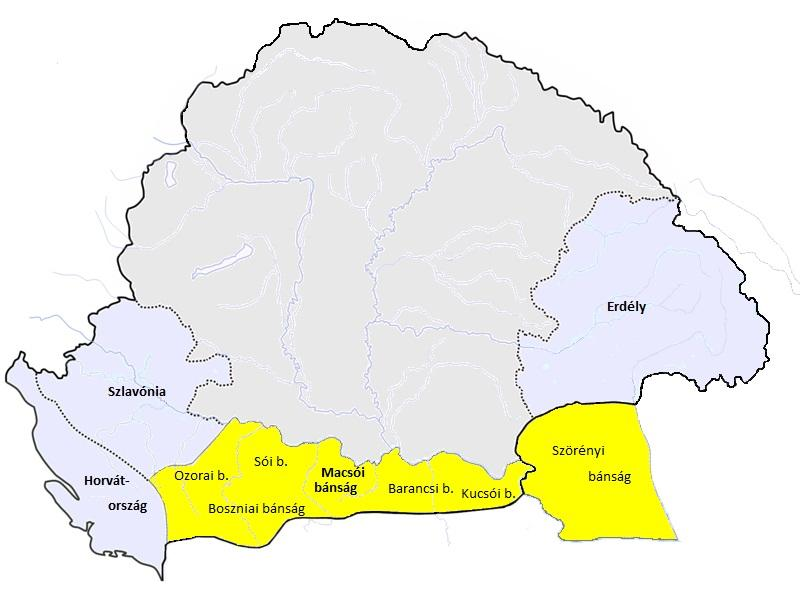
A Magyar Királyság a 13. század végén

1242 végén menekült Magyarországra a tatárok elől Rosztyiszláv, csernyigovi Mihály kijevi nagyfejedelem fia, aki IV. Béla Anna nevű lányát vette feleségül. Rosztyiszláv 1243-ban és 1245-ben Halics visszaszerzésével kétszer is próbálkozott, de Danyilo halicsi fejedelemmel szemben nem tudott hatalomra jutni. A balkáni régió újjászervezése 1247 után figyelhető meg, IV. Béla Rosztyiszlávot 1254-ben Macsó élére állította. Az 1250-es éveket követően az ország kilenc főméltósága között – „Barones regni” – megjelenik a Bosznia és Macsó hercege cím is. Rosztyiszláv (dominus de Macho) innen kiindulva még ugyanebben az évben elfoglalta Boszniát. 1255-ben pedig Bulgária északnyugati részére terjesztette ki fennhatóságát, 1257-ben a bolgár belviszályokba beavatkozva a bolgár fővárosig, Tirnovóig hatolt előre és felvette a bolgár cár címet is. IV. Béla címei között ekkor jelenik meg a Bulgária királya titulus, ami később V. István alatt állandósult. Rosztyiszláv Északnyugat-Bulgáriát I. Konstantin bolgár cár ellenében később is sikeresen megtartotta. 1260-ban a bolgárok betörtek a szörényi területekre, válaszul a király és a herceg 1261-ben sikeres közös hadjáratot vezettek Bulgáriába. Rosztyiszláv 1262-ben halt meg, Boszniában és Macsóban két fia, Mihály és Béla lépett örökébe. Mihály és Béla kezdetben valószínűleg anyjuk, Anna hercegnő felügyelete alatt álltak, Anna 1264-ben mint mint ducissa Galicie, ac de Bosna et Mazo domina fordul elő – még 1271-ben is macsói hercegnőként említik. Annát Szent Margit legendája – szintén ezen időszakban, 1270 után –, mint Albert chychety bán fejedelemaszonyát említi.
Az 1271. évi magyar-cseh békekötés idején Béla már Macsó és Bosznia hercegeként szerepelt.
1262 után a magyar Balkán-politika tényleges irányítója már az – 1257-től Erdélyt is hercegként irányító – ifjabb királyi címet viselő V. István volt. 1268-ban a magyarok I. Uroš szerb király ellen hadakoztak, aki Macsót pusztította. A szerbeket V. István legyőzte, Uroš fia Dragutin elvette István ifjabb király Katalin nevű leányát.
1272 őszén Kőszegi Henrik a Nyulak szigetén meggyilkolta Béla macsói és boszniai herceget. IV. László alatt, közvetlenül Béla herceg halálát követően a macsói hercegség felosztásra került. A hercegség átszervezésével jött létre Magyarország déli határainál a macsói valamint a rövid életű boszniai, ozorai és sói, kucsói és barancsi bánság, amelyek élére már nem hercegek, hanem kinevezett tisztségviselők kerültek. Bánjaik 1272-től szerepelnek, Barancsot és Kucsót a bolgárok már valószínűleg 1273-ban elfoglalták, visszaszerzése csak átmenetinek tűnik – 1279-ben ismét van közös bánja.
1280-ban IV. László még megpróbálta visszaállítani a hercegséget. Az ország déli határai mentén elterülő két tartományt, Macsót és Boszniát is anyja irányítása alá helyezte. Erzsébet okleveleiben megjelenik a „Macsó és Bosznia hercegnője” (ducissa de Machu et de Bozna) cím, mely utoljára 1284-ben fordult elő.

#### Macsói hercegek listája
| Név                                    | Fennhatóságának ideje | Uralkodó               | Megjegyzés                                                            |
| -------------------------------------- | --------------------- | ---------------------- | --------------------------------------------------------------------- |
| Margit bizánci császárné               | 1223–1229             | II. András             |                                                                       |
| Vilmos macsói herceg                   | 1229–1242             | II. András, IV. Béla   | Saint Omeri Vilmos, Margit bizánci császárné fia                      |
| János Angelosz (Kaloján) herceg        | 1242–1254             | IV. Béla               | A Szerémség és a „túlsó Szerémség” ura , Margit bizánci császárnő fia |
| III. Rosztyiszlav kijevi nagyfejedelem | 1254–1262             | IV. Béla               | dominus de Macho                                                      |
| Anna macsói hercegnő                   | 1262–1271             | IV. Béla, (V. István)  | ducissa Galicie, ac de Bosna et Mazo domina (Rosztyiszláv özvegye)    |
| Mihály macsói herceg                   | 1262–                 | IV. Béla               | Rosztyiszláv fia                                                      |
| Béla macsói herceg                     | 1262–1272             | IV. Béla , (V. István) | Rosztyiszláv fia                                                      |
| Kun Erzsébet magyar királyné           | 1280–1284             | IV. László             | ducissa de Machu et de Bozna                                          |

### Az észak-balkáni hatalmi viszonyok alakulása az Árpád-kort követően
Az észak-balkáni magyar külpolitika 14. század elejére eső aktivizálódásában dinasztikus okok is közrejátszottak. Az erősödő Szerbiával szemben Károly Róbert és nagybátyja, Durazzo hercege, Tarantói Fülöp összehangolt politikát folytattak. Az összefogást XXII. János pápa is támogatta, 1318-ban levélben biztatta Tarantói Fülöpöt, hogy a magyar királlyal és Šubić Mladen horvát bánnal szövetségben támadja meg Szerbiát.
A Balkán északi részén – Dragutin István halálát követően – Károly Róbert, és később fia, Lajos is, Szerbiával szemben a boszniai szövetséget igyekezett felhasználni. 1320-ban Károly Róbert a boszniai bánság élére Kotromanić Istvánt állította, aki 1324-től a sói és ozorai bánságot is megkapta. Károly Róbert délvidéki politikája a kiépített két szövetség ellenére sem tekinthető sikeresnek. Katonai kudarcai – Havasalföld (1330), Macsó és Kucsó elvesztése (1339) – is a hatalmi viszonyok megváltozását mutatják.
A királyhű bosnyák bán leányát I. Lajos magyar király 1350-ben eljegyezte, 1353-ban pedig feleségül vette. Kotromanić István 1354. évi halálát követően az addigi szövetséges viszony ellenségessé vált, a bán unokaöccse Tvrtkó szembefordult az előtte képviselt politikával. Lajos az apósa halálát követően Szerbia ellen vonult, Dusán Istvánt legyőzte és az elfoglalt Hulmot (Hercegovina) felesége hozományának nyilvánította. Dusán István 1355. évi halála viszont a szerb állam gyors hanyatlásának lett a kezdete. A nagy kiterjedésű Szerbia részekre hullott, a részeket önálló fejedelmek kormányozták. Az északi részek fejedelme Lázár kenéz 1358-ban a magyar király hűbérese lett, a szövetség ellenében a dél-szerb Vukasin despota 1365-ben létrehozta a szerb-havasalföldi-bolgár szövetséget. Nagy Lajos válaszul 1365 tavaszán elfoglalta Vidint és megalapította a Bolgár bánságot. Az 1368-ban indított újabb hadjárattal csak részleges eredményt ért el, a Bolgár bánságot 1369-ben hűbérként visszaadta Sztracimir bolgár cárnak.1369-ben Lajk vajda havasalföldi vajda is meghódolt, 1369 végén „isten és a magyar király kegyelméből” már szörényi bán és fogarasi herceg.
1368–1369-ben Sismán tirnovói bolgár cár a vidini székhelyű magyar bánság ellen már török támogatást vett igénybe. 1371-ben I. Murád oszmán szultán a Marica folyó mellett legyőzte a szerb fejedelmek egyesített seregét, a dél-szerb fejedelmek a török adófizetőivé váltak. 1373-ban már Lajk havasalföldi vajda is törökbarát politikát folytatott, Nagy Lajos utolsó balkáni hadjáratát a törökhöz pártolt Radu havasalföldi vajda és szövetségesei, a szultán és a bolgár cár ellen folytatta. Az 1375. évi hadjárat eredményeként meg kellett elégednie a török előrenyomulásának megállításával. A még töröktől független Észak-Szerbiában 1377-ben Tvrtkó Szerbia és Bosznia királyává koronáztatta magát.
Pár évvel később, Tvrtkó királysága a magyar délvidéken több mint másfél évtizedig tartó polgárháború tűzfészkévé vált. A megállíthatatlan török expanzió pedig a következő évszázadban már a magyar határokat is átlépte, és többek között felőrölte a Macsói Bánságot is.

### A Macsói bánság
Dragutin István szerb király 1316. márciusban meghalt, országrészét fiának, Lászlónak kellett volna örökölnie, de őt Dragutin öccse és uralkodótársa, II. Uros István legyőzte és bebörtönözte. A Károly Róbert ellen 1316 végén kitört lázadás – Borsa Kopasz lázadása – egyes résztvevői Uros oldalán betörtek a Szerémségbe. A válaszként indított hadjáratban a veszélyes helyzet miatt a király személyesen is részt vett. 1317 januárjában a téli hideg ellenére és a szerbek által is akadályozva átkelt a jeges Száván és elfoglalta Macsó (castrum Machokv) várát.
A hadjáratban a király hívei közül a szávai átkelést Gutkeled Miklós biztosította, Macsókő ostromakor pedig a lezúduló kövektől Köcski Sándor is megsebesült. Károly Róbert egy újabb, 1319. évi szerbiai hadjáratot követően helyreállította – újra alapította – a Macsói bánságot és élére 1320-ban Garai Pált állította. Garai (Kozol) Pál, bánsága alatt valószínűleg sikeresen képviselte a délvidéki magyar érdekeket, ugyanis azt követően a királyné udvarának tagja lett, felesége Nekcsei Demeter leánya Koos asszony volt.
1339-ben, az anyai ágon magyar (erdélyi) származású Dusán István szerb király elfoglalta a macsói és kucsói területeket. A nyíltan magyarellenes politikát folytató szerb király szövetségese a havasalföldi vajda és a bolgár fejedelem volt. A két bánság visszaszerzése az 1342. július végén megkoronázott I. Lajos legelső külpolitikai célja lehetett, mert 1342 végén már újra magyar fennhatóság alatt álltak.
A bánságot 1340-ben bátyjának Miklósnak halála után az Osl nembeli Domokos vette át, amelyet ezt követően 14 éven át tartott meg. Nagy Lajos a két testvér, a néhai Osl fiai Miklós és Domokos érdemeiért – mivel már ifjú korukban atyját szolgálták, részt vettek minden hadjáratban, megfékezték a rácok kegyetlen királyát, az ország határait helyreállították és főleg Domokos bánnak azon érdemét, hogy míg az ország határait nagy gonddal védte, Macsó meggyérült lakosságát is tetemesen megszaporította – Domokos kérésére új királyi adományként, a Sopron vármegyei Sárkányt és a Vas vármegyei Hőgyészt adta.
Nagy Lajos az 1354-1355. évi szerb hadjáratban Dusán Istvánt legyőzte. Dusán István 1355. évi halálát követően Szerbia részekre szakadt, a Macsói bánsággal határos észak-szerbiai részek Lázár kenéz uralma alá kerültek, Lázár a magyar támogatásért cserébe hűbéri köteléket vállalt. Az Uros cárral szembeni szerb háborúban a magyar hadat személyesen Nagy Lajos vezette, Krusevác mellett csatát nyert a cár gyámjával, Vukasin despotával szemben.

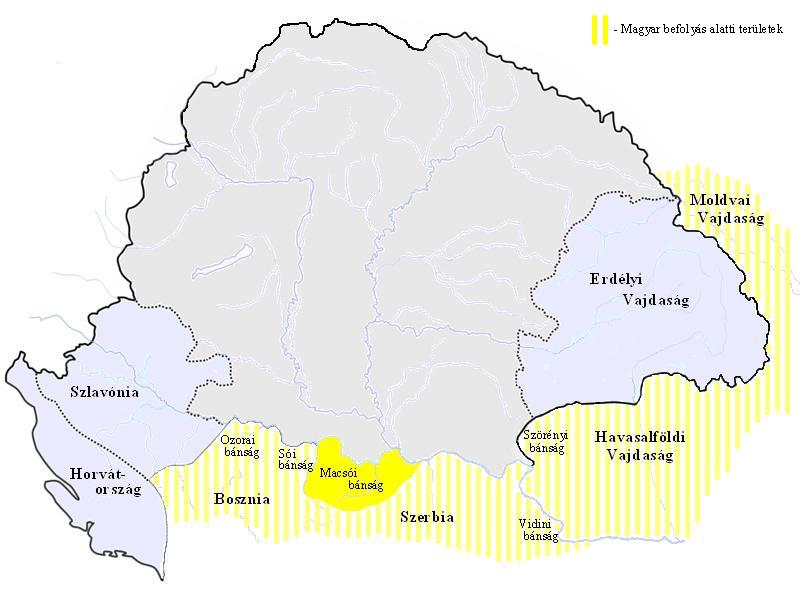
A Magyar Királyság a 14. század közepén

A macsói bánok nem csak saját bánságuk védelmét látták el, több esetben innen kiindulva vezettek hadat más délvidéki területekre. 1368 őszén, az 1365-ben megalapított Bolgár bánság védelme céljából a király is személyesen hadra kelt, Lajk vajda – szörényi bán – hitszegése kapcsán Szörényvár megostromlására kényszerült. A Duna túloldalán tábort vert királyi sereg bevárta Garai Miklós (Lázár kenéz veje) macsói seregét. A krónikás szerint Garai Miklós macsói bán a Dunán tornyos hajókon vezette át a királyi sereget és az oláhokat Szörény várából kiűzte.
Nagy Lajos halálát követően Macsó a nápolyi párt szervezkedésének, később pedig a szervezkedés letörésének egyik központja lett.
1385-ben a Garai nádor vezette liga megbukott, a fejlemények részeként Horváti János is visszakapta a macsói bánságát. Testvére Pál zágrábi püspök a nápolyi királyt, Durazzói Károlyt hívta meg a magyar trónra. II. Károly meggyilkolását követően Horváti Jánost megfosztották a bánságától, Horváti a délvidékre ment ahol Kis Károly fia nevében lépett fel és szövetséget kötött Palisnai János vránai perjellel és Tvrtkó bosnyák királlyal.
A garai események – Mária és Erzsébet foglyul ejtése – után a horvát-szlavón bán halála és a macsói bán fogsága miatt a két tartomány szinte ellenállás nélkül került Horváti János uralma alá. Durazzói Margit fia nevében magyarországi helytartóvá, valamint Szlavónia és Macsó bánjává Horváti Jánost, Horvát- és Dalmát országok bánjává pedig Palisnai Jánost nevezte ki. A Zsigmond mellett tömörülő országnagyok viszont a Macsói bánság és a hozzá kapcsolt öt vármegye élére az ifjabb Garai Miklóst állították. Garai ezt követően Macsóból, az egymástól elszakított keleti és nyugati felkelő seregek ellen – a Losonciak támogatásával – sikeres hadműveleteket folytatott. Zsigmond 1387 tavaszi koronázása után Lackfi István nádor is a Macsói bánságba ment, hogy Garaival egyesülve a hadjárat vezetését átvegye.
A Horvátiak és Palisnai a felkelő hadak maradványaival Boszniába menekültek. Tvrtkó bosnyák király szövetségese, Lázár kenéz is a felkelőket támogatta. Terveik szerint Tvrtkónak és Palisnainak a dalmát és horvát részek hódoltatása volt a feladata, Horváti János pedig Lázár kenézzel Macsó és a Szerémség felől készült Magyarországba és Szlavóniába törni. A dalmát-horvát hadjárat azonban akadályokba ütközött, így Horvátinak is itt kellett segítenie. Horváti János a horvátországi sikerein felbuzdulva, szerb és bosnyák segítőcsapatokkal a Szerémségbe és Valkóba is betört, de támadásai itt kudarcot vallottak. Horváti a következő év elején új támadást kezdett Lázár kenéz támogatásával, de Garainak sikerült Lázárt Zsigmond oldalára állítania, így Horváti terve újra kudarcba fulladt.
A török hatalom 1385-ben újra megkezdte észak felé irányuló hadműveleteit. A Rigómezőn 1389 júniusában lezajlott döntő csatában Tvrtkó hadait Vlatko Vuković és Horváti János (Palisnai János), a szerbeket maga Lázár és veje, Vuk Branković vezették. A csatában Lázár kenéz is elesett, halálával Szerbia török uralom alá került, fia és utóda Lazarevics István a szultán adófizetője és hűbérese lett. Garai nem tudta eredményesen kezelni sógora, Lazarevics István török által segített betöréseit, ezért Zsigmond felmentette az ütközőzónává vált Macsói bánság éléről és helyére Losonci Istvánt állította. A bánság védelmének átszervezése céljából Zsigmond 1392. március 10-én a Garaiak bánsági várait és birtokait (Dettosföldét, Belasztinát, Nepricsavát, Debrecent, Kolubarát, Ubot, Toplicát, Popolácot, Kalizárt, Tromlát, Radiot, Jazvigot, Abnát és Ugot) a Vas vármegyei Kőszeg két várára és a Veszprém vármegyei Csesznek várára cserélte.

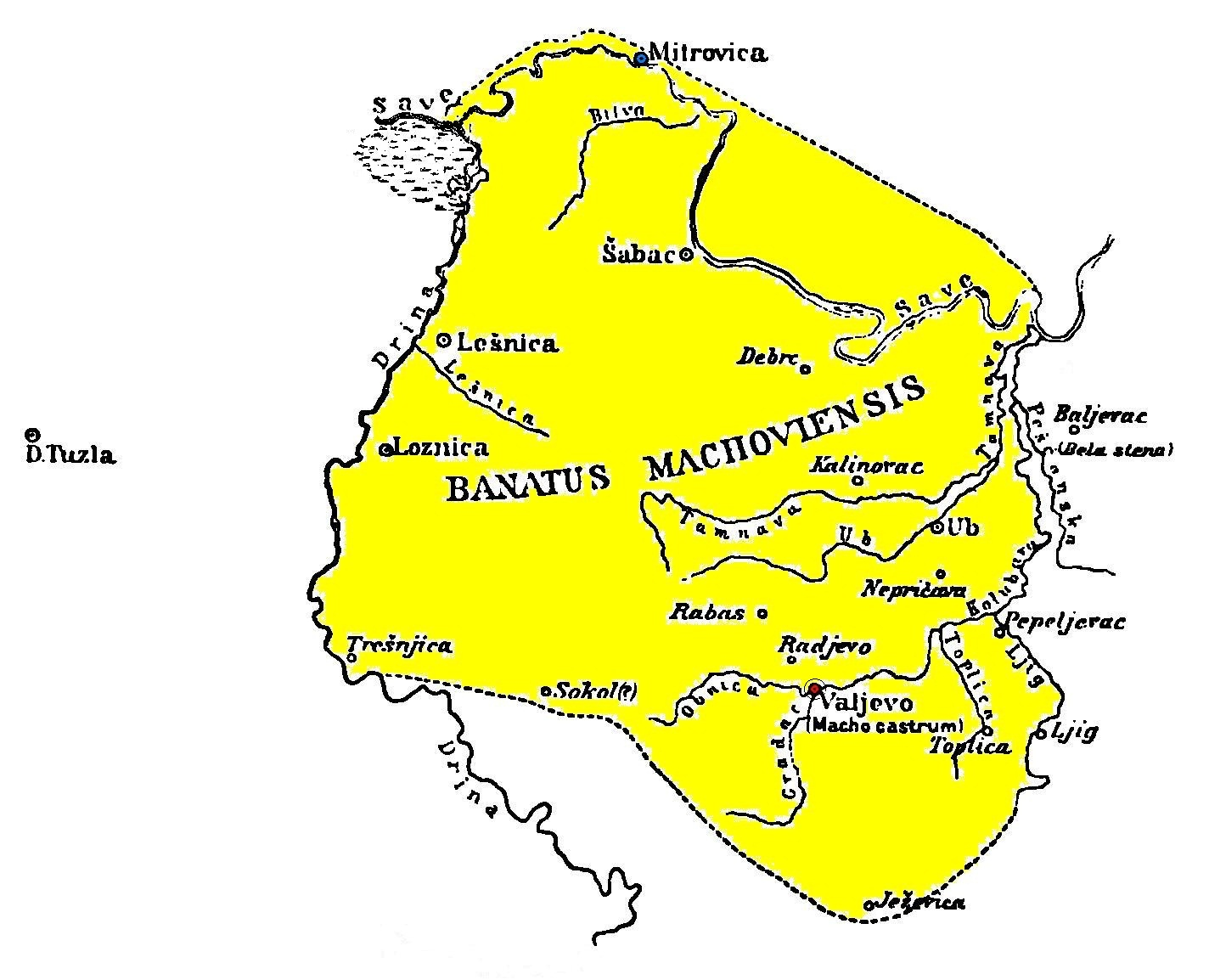
A Macsói bánság (Thallóczy nyomán)

1394-ben a Horvátiak, Dabiša támogatásával újrakezdték támadásaikat Macsó és Szlavónia határvidékén. Zsigmond válaszul Dobor várát kezdte ostromolni – ahol Horvátit is elfogták – Garait pedig a fősereggel Dabiša ellen küldte.
1395-ben Zsigmond a törökkel szemben – az addigi eredménytelenségek miatt – új megoldásra szánta el magát. Azt tűzte ki célul, hogy a török fenyegetéssel egyszer s mindenkorra leszámol, és ehhez a rendkívüli vállalkozáshoz nemzetközi egységet vesz igénybe. 1396 tavaszán jelentős méretű idegen lovagsereg gyűlt össze a minden eddiginél nagyobbra tervezett hadjáratra, a hadsereg Zsigmond személyes vezetésével a Duna mentén benyomult a török területre, és 1396. szeptember 28-án a bulgáriai Nikápoly vára alatt találkozott Bajezid török haderejével. A keresztes had azonban teljes vereséget szenvedett és gyakorlatilag megsemmisült. A csatában több országnagy életét vesztette, Jolsvai Leusták nádor és a burgundiai trónörökös fogságba estek, a király a Balkán-félszigetet megkerülve csak 1397 februárjában érkezett vissza tengeri úton Magyarországra.
1397-ben a Lackfiak kőrösudvarhelyi legyilkolását követően Garai Miklós a horvát báni méltóság mellé a szlavón bánit is megkapta, Macsóba pedig legelszántabb párthíve, Maróti János került. 1403-ban Macsóban már Maróti János a védelmet szervezte Nápolyi László hívei ellenében, majd a pedig a felkelés letörését követően a rendteremtést vezette.

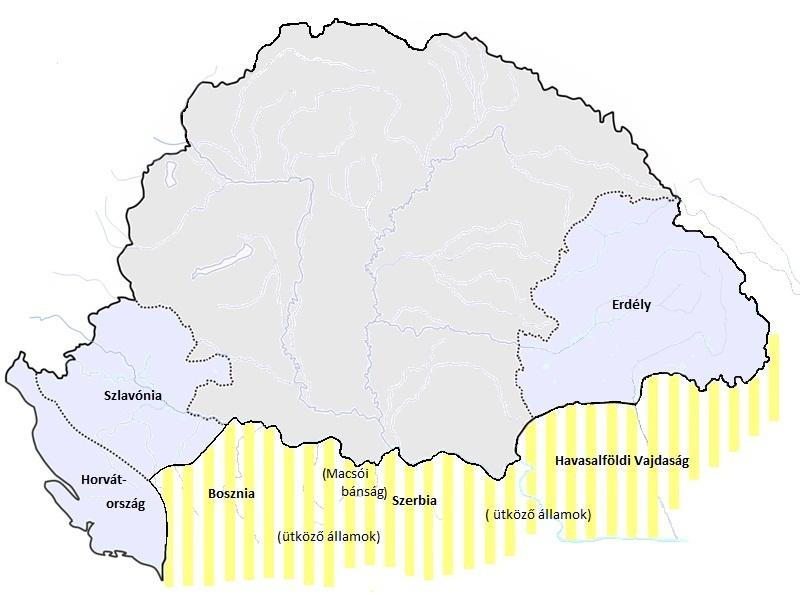
A Magyar Királyság a 15. század elején

A nikápolyi katasztrófa végérvényesen tisztázta a balkáni erőviszonyokat. A támadó háborúk helyett az ország védelmének kérdése került előtérbe. Ennek kidolgozására a török hatalom átmeneti válsága is lehetőséget adott. A védelem részben a déli végvárvonal kiépítésével, másrészt pedig az észak-balkáni fejedelemségek függőségbe vonásával valósult meg. A végvárvonalat elsősorban az Al-Duna Belgrád és Szörény közé eső szakaszán erősítették meg. 1404-ben az összes déli megyék ispánságát Ozorai Pipó kapta meg, irányításával tizenegy új végvárat építettek. Az észak-balkáni fejedelemségekkel létesített, ellenszolgáltatásokon alapuló szövetségi rendszer kiépítése új politikai elemnek tekinthető. Célja az volt, hogy ütközőállamok formájában ezek a vazallus államok fogják fel a török támadásokat.
Az ütközőállamok mintájának Szerbia tekinthető. Lazarevics István aki 1389 után Bajezid szultán vazallusa lett és szerb csapataival minden hadjáratán támogatta, Bajezid 1402. évi fogságba esését követően 1403-ban vagy 1404 elején Zsigmond fennhatóságát ismerte el. Zsigmond azzal tette érdekeltté a szerb részről kedvezőtlen megoldás fenntartásában, hogy egyrészt átengedte neki a Száván túl még szórványosan megmaradt magyar birtokokat Belgráddal együtt (vagyis a korábbi Macsói bánságot), másrészt Magyarországon is óriási birtokokkal ruházta fel. A birtokadományozások 1404 és 1411 között történtek, a macsói báni tisztséghez ezt követően nem tartozott Száván túli honorbirtok. A despota tehát a legnagyobb magyar bárók egyike lett, és ennek megfelelően haláláig (1427) hű maradt a magyar szövetséghez. Havasalföldön Mircse vajda volt Zsigmond vazallusa, aki Szörény várát, Törcsvárat és a fogarasi kerületet kapta jutalmul. Bosznia függőségbe vonása már nem történt ellenállás nélkül, Zsigmond 1408 májusában vezetett hadat II. Tvrtkó és Hervoja ellen. Macsó felől a harcokban sokszorosan kipróbált Maróti János támadt Boszniára. „Dobor elhamvasztása”, Hervoja nagyvajda 1409 évi meghódolása és magyarországi birtokokkal történt jutalmazása csak átmeneti sikernek bizonyult.
Hervoja már 1413-ban szembefordult a magyar uralommal, és török segítséget kért, úgyhogy az oszmán támadások 1413 után újrakezdődtek. Hervoja ellen 1415-ben pedig nagyszabású hadjáratra került sor, amelyet Garai János volt temesi ispán, Maróti János macsói bán és több más országnagy vezetett. A büntetőexpedíció azonban katasztrófába torkollott: Doboj vára alatt a törökök és Hervoja megsemmisítették a magyar hadsereget, Garai, Maróti és több báró is fogságba esett, ahonnan csak évek múlva és 60 ezer aranyforint váltságdíj ellenében szabadultak.
A déli szövetségi rendszerben Hervoja 1416. évi halála kedvező, míg Mircse vajda 1418. évi halála kedvezőtlen változásokat eredményezett. 1425-ben és 1426-ban három hadjárat is indult Havasalföldre még Ozorai Pípó irányítása mellett. 1426 végén Zsigmond maga vonult Erdélybe és az elhunyt Ozorai helyett átvette a hadműveletek irányítását. A helyzet súlyosságát jelzi, hogy Zsigmond két teljes évet (1426. november – 1428. december) volt kénytelen eltölteni a déli végeken. 1427 júniusában hű vazallusa, Lazarevics István is meghalt. Lazarevics halála előtt a magyar-szerb viszonyt az 1426. évi tatai szerződés előre rendezte – ennek kimunkálásában még Ozorai Pipó is részt vett. A tatai szerződés biztos alapra helyezte a középkorvégi magyar-szerb közjogi viszonyt, jelentősen érintette a Macsói bánságot és kisebb megszakításokkal egészen 1526-ig fennállt.
A szerződés értelmében Lazarevics örököse (a terjedelmes magyarországi javakkal együtt) unokaöccse Brankovics György lett, Brankovics pedig kötelezte magát, hogy trónra lépte után újra magyar kézre adja a Macsói bánságot, a végvárvonal kulcserősségét, Nándorfehérvárt és a Duna szerbiai partján fekvő Galambócot.

„Nevezett Ráczország minden igazaival és minden jogaival Tisnicza (Tresnica) várának és tartozékának kivételével és kizárásával, a melynek az Ozach (Uziche) kerületben vannak, valamint Szokol vára tartozékaival, a melyek a Polanczi kerületben vannak, a melyekben egykor Hervoja birta Brodart és a szomszéd várakat, valamint a Szokol vára melletti Dragisa és Halap birtokot, a melyek utód hiányában felségünkre szállottak, valamint Mácsó várát tartozékaival, a melyről a mácsói bánság viseli nevét, azonfelül a Radszláv Chasta fiához tartozó birtokot képező kerület, a mely ugyanoly módon jutott királyi fejedelmünk birtokába, valamint a Bitva nevezetű kerület, a melyben egy vár állott, valamint a Felső-Abna és Alsó-Abna járások és kerületek, továbbá a Radio nevezetű kerület Abna mellett, valamint a nepricsovi, ligi és e mellett a rabasi, a Kolubara nevezetű, a belastenai ugyanazzal a várral, valamint tartozékaival, az Ug melléki, a Tamava melléki, továbbá Nándorfehérvár minden tartozékaival, Galambócz minden tartozékával, egyéb várakkal, tanyákkal, országokkal, községekkel, városokkal és falvakkal, a melyeket a mi kedves emlékezetű néhai apósunk Lajos magyar király és mások is Magyarország királyságával egyetemben bírtak. … Mindezt mi összesen és egyenkint összes jogaikkal és tartozandóságaikkal hogyha az előbb említett István deszpota férfiörökös nélkül találna e világból kimúlni, mit az Isten távoztasson, magunk koronánk és az említett Magyarország részére mindenkorra fenntartjuk.”

– Thallóczy-Áldásy

Hogyha a szerződésben említett helységeket a Garaiak 1392. évi oklevelével összehasonlítjuk, azt látjuk, hogy Garaiak által 1392 előtt bírt területek Toplica, Popolác, Kalizár, Jazvig és Dettosfölde kivételével a tatai szerződésben is előfordulnak.
Lazarevics István halálával a tatai egyezmény életbe lépett, és Zsigmond 1427 őszén csakugyan birtokba is vette Nándorfehérvárt. Megszállásával kapcsolatban már szeptember elején keltez okiratokat, november 7-én pedig már a Macsói bánság alá tartozó Nándorfehérvárról intézkedett:

„Zsigmond király Sopron városának meghagyja, hogy Nándorfejérvár városába, – mely a mácsói bánság joghatósága alá tartozik, s előbb nagy katholikus lakossággal jeleskedett, de a török betörések következtében a keresztény nép fölötte megfogyott, minek következtében az újra benépesítés czéljából e városoknak számos, külön szabadalomlevélbe foglalt kiváltságot adott – küldjön két, városukbéli kézműves családos mestert, a ki ott megtelepedjék ... ”

– Thallóczy-Áldásy

A Macsói bánság teljes átvételéről azonban nincs írásos bizonyíték. Brankovics György húzódozott a szerződés végrehajtásától és minden körülményt igyekezett kihasználni, hogy saját érdekét Magyarországgal és a törökkel szemben is érvényre juttassa. A despotátus új székhelye Szendrő lett.
Galambóc várát szerb kapitánya a törököknek adta át, és így a magyar királyság – fennállása alatt először – a török birodalom közvetlen szomszédságába került. Zsigmond 1428. április végén tett kísérletet visszaszerzésére, a kísérlet azonban súlyos kudarccal végződött. A vár felmentésére maga II. Murád szultán érkezett meg, Zsigmond kénytelen volt két hónapi ostrom után visszavonulni. A dunai átkelés közben serege egy részét megsemmisítették, a császár maga is csak üggyel-bajjal menekült meg.
1429-ben Keve és Nándorfehérvár élére a raguzai születésű Tallóci Matkó került. 1429 és 1437 között, mint a déli végvárvonal kormányzója, a Szörénytől az Adriáig terjedő végvárrendszer negyvennégy végvárának centralizált irányítását végezte. A végvárvonal a Macsói bánság északi határán húzódott – mintegy kizárva annak területét – a török elleni védekezés központja Nándorfehérvár lett, a macsói bánoknak már nem alárendelt irányítással.
Zsigmond halálával az erős magyar központi hatalom is sírba szállt, II. Murád kihasználva a kedvező alkalmat 1439 tavaszán Szerbia ellen vonult. A hadjárat Szerbia teljes területére kiterjedt, augusztus 18-án kéthavi ostrom után megadásra bírta Szendrőt. A szerb ütközőállam megsemmisült, a despota magyarországi birtokain keresett menedéket, Szendrő pedig szandzsák-központtá lett. A támadás ellen felvonuló magyar rendek csak Titel térségéig jutottak, soraikat vérhasjárvány sújtotta, amely október végén az új királyt Albertet is elragadta. Murád szerbiai hadjárata Boszniába is átnyúlt, ekkor került török kézre a Drina boszniai oldalán, Macsó várától kissé délebbre elhelyezkedő Srebrenica és a kissé északabbra lévő Zvornik is. Kelet-Bosznia a török adófizetője lett. Valószínűleg a Macsói bánság Szávától délre eső területei is ekkor kerülhettek török uralom alá.
1440-ben a szultán Nándorfehérvárt is ostrom alá vette, elvesztését – a polgárháborús állapotok közepette – kizárólag csak a Tallóciak több hónapos, szívós helytállása hiúsította meg. 1441 nyarán aratta első győzelmét Hunyadi János erdélyi vajda, a Belgrád környékén portyázó Iszhák szendrői bég felett. De Hunyadi későbbi győzelmei (Gyulafehérvár, majd a Jalomica felső folyása mellett, és a hosszú hadjárat is) inkább csak erkölcsi sikernek, területek visszafoglalásával nem járó lélektani hatású győzelmeknek tekinthetők. A „diadalok” hatására a pápa vezetésével nemzetközi koalíció alakult, amely II. Murádot – az anatóliai háborús helyzet miatt – békekötésre késztette. A békekötéshez a szultán, apósát, a Magyarországon élő Brankovics Györgyöt kérte fel közvetítőnek, és sikerdíjként felajánlotta neki az elfoglalt „Rácország és Albánia” (az 1427 és 1441 között elfoglalt területek) átadását.
A despota Hunyadival kötött titkos egyezséget, akinek a békekötés fejében a szerb despoták magyarországi birtokait ajánlotta fel. A Brankovics által előkészített béke a török követséggel – a király és a királyi tanács szegedi jóváhagyása után – a nyilvánosság kizárása mellett 1444. augusztus 15-én, Váradon köttetett meg. Magyar részről a király nevében Hunyadi, szerb részről pedig Brankovics tette le rá az esküt. Ezt megelőzően augusztus 4-én a magyar király egy másik esküben, Cesarini bíboros előtt, a hadjárat megindítását vállalta. Hunyadinak győzelem esetére Bulgária királyságát ígérték. A szultán pedig már július 12-én, az előzetes béke drinápolyi megkötése után, átkelt Kis-Ázsiába.
A tíz évre szóló váradi „hamis” béke kikötéseinek megfelelően, a törökök nyolc napon belül átadták Szendrőt és kiürítették a többi várat (összesen 24 vár átadása szerepelt a szerződésben, köztük a magyar határon lévő Galambóc és az albániai Novo Brdo) is. Ulászló és Hunyadi a hadak élén szeptember 22-én Orsovánál lépte át a Dunát és vonult tovább a várnai megsemmisülés felé. A várnai csatából Brankovics távol maradt, Ulászló és Cesarini is elesett, a csak hadait vesztő Hunyadi hazatérve a Brankovicstól kapott új birtokait látogatta végig.
Hogy a hamis béke miként érintette a Macsói bánság Száván túli területeit, sajnos nem állapítható meg. Valószínűleg az ekkor már számottevő erősségek nélküli terület Brankovicsnak került átadásra, ugyanis a szerződés szerint Magyarország részére csak százezer aranyforint és feltételesen huszonötezer fegyveres biztosítása lett kikötve.
Hunyadi a várnai csorbát 1448-ban Rigómezőnél igyekezett kiküszöbölni, de vereséget szenvedett. Brankovics a rigómezei csatától is távol maradt, és az onnan visszatérő Hunyadit fogságba is ejtette. A törökkel a béke közvetítésére Brankovics vállalkozott, az előkészületek során a magyar országos tanács elfogadta, hogy a vele védelmi viszonyban álló Havasalföld, Rácország és Bosznia a „szokott cenzust” a szultánnak is fizesse. 1454-ben II. Mehmed Szendrőt még sikertelenül ostromolta, sőt a Firuz bég vezetésével hátrahagyott hadakat Hunyadi Kruševácnál is legyőzte. Két év múlva, 1456-ban, a törökök már újra a bánság északi kapuját Nándorfehérvárt ostromolták. Az áldozatos és eredményes védelem jelentősége nem vitatható, de csak a Duna-Száva vonalat biztosította.
Brankovics György 1456-ban bekövetkezett halála után, fia Lázár rövid uralmát követően az oszmánok 1459-ben visszafoglalták Szendrőt, ami egyben Szerbia végső feladását is jelentette. 1463-ban II. Mehemed Bosznia meghódítására indult. Figyelemelterelésként a török csapatok kétszer is betörtek a Szerémségbe, a szultán pedig még júniusban elfoglalta egész Boszniát. Mátyás őszi hadjáratában visszafoglalta ugyan Jajcát, de Bosznia – Szerbia felőli – nagyobb része török kézen maradt. Az 1464-ben indított második boszniai hadjárata még kevésbé volt eredményes, a Drina menti Zvornikot nem tudta bevenni, a magyar had végül menekülésre kényszerült.
Nagyvárad török általi feldúlását követően, 1475. október közepén Mátyás teljes haderejével a török ellen indult:
  De az fellÿwl mondot pal kenezÿ

  Aroknak melyseget ygen nezÿ

  Kÿ Sabach erws voltat elmelli

  Honneg mÿnemw algÿw kelmelli
  Zorgosth megÿen Nandorfeyer varra

  Holÿ kyral errwl biszon hÿrt vara

  Leg ottan zamtalan sok hayokath

  Feÿer varnal az Dunan valokath

  Nagÿ hamar fel vontata az zawan
                                                                 – Szabács viadalja (1476.)
A Macsói bánság északi részén a török által várral megerősített Száva („zawa”) parti Szabácsot cseh zsoldosokkal és nagy magyar haderővel vette ostrom alá. A vár ostromát az tette szükségessé, hogy a törökök Szabács várából indított betöréseikkel gyakran portyáztak a magyar területeken. Az 1475. évi hadjárat 1476. február 1-jén, több hónapi ostrom után a vár bevételével zárult. Szabács bevétele – a támadó hadjárat egyetlen eredménye – nagy magyar veszteségekkel járt. Szabáccsal a magyar végvárrendszer egy új láncszemmel egészült ki, amely feladatát 1521-ig eredményesen ellátta – a későbbi jelentősebb események már mind a bánság északi határára eső végvárvonalon (Szabács, Zimony és Nándorfehérvár alatt 1521-ben) történtek.
Az 1478. évi törvény XI. cikkelye () megszüntette a macsói bánok – a valószínűleg ekkor már csak a magyarországi megyékre vonatkozó – bíráskodási jogkörét és a báni nyolcados törvényszéket. 1496-ban a macsói báni tisztség is megszűnt, helyét átmeneti jelleggel az újlaki bánok (1497–1499), majd pedig a nándorfehérvári bánok (1500–1521) vették át.
A határ középső szakaszán az Alsó-részek főkapitánya „pal kenezÿ” lett, 1479-től fennhatósága tizenegy vármegyére terjedt ki. A legendás hírű Kenezÿ az 1480-ban, és 1481-ben indított balkáni betörési során még személyesen átvonulhatott a néhai bánságon, a két hadjárat során állítólag 200 ezer szerbet telepített át Magyarországra.

#### A macsói bánok listája
Az első teljesnek tekinthető báni listát Pesty Frigyes állította össze. A táblázatban található alaplista Árpád-kori szakasza Wertner Mór, az ezt követő 1458-ig tartó szakasz Engel Pál, az 1458 utáni részlet pedig Pesty Frigyes munkájából származik